# 關原町
關原町（日语：／ Sekigahara chō */?）是位於日本岐阜縣西端的町，隸屬於不破郡。轄區北部為伊吹山地，南部坐落著鈴鹿山脈，當地人口則集中在國道21號沿線與關原站的周邊地區。關原町在歷史上作為關原之戰的戰場而聞名，町內一系列的遺跡在近代被指定為日本的史跡。而當地在對外就業上較依賴東邊的垂井町與大垣市。

## 地理
關原町內約80%的土地被山林覆蓋，境內平原地帶的海拔落差則達到100至200公尺。轄區北部坐落著以伊吹山為主峰的伊吹山地，南部被鈴鹿山脈的山岳包圍，西部則與滋賀縣的米原市接壤。其中北部和南部地區的山岳皆位於揖斐關原養老國定公園的範圍內。而相川、藤古川、今須川等河皆以東西向流經町內。

### 氣候
關原町的氣候具有太平洋側氣候與日本海側氣候的特徵。根據統計，2020年當地的年均溫為15.0℃，年降雨量則為2526.5毫米。當地在夏季受到潮濕的東南風影響，氣溫較高且降水量較多；冬季攜帶日本海水氣的西北風則為當地帶來降雪。而全區皆被指定為豪雪地帶。

## 歷史
關原町自古時便有人類居住，境內曾發掘出屬於繩紋時代的中野遺跡等遺構。而當地並未發現大型的彌生時代遺跡，也未發掘出古墳時代的古墳。
壬申年（672年）日本爆發壬申之亂，舒明天皇的第三子大海人皇子在關原地區建立野上行宮進行作戰，並且曾與弘文天皇的軍隊在現今的藤古川一帶展開激烈戰鬥。而在動亂中勝出的大海人皇子即位為天武天皇，並在關原地區設置不破關。該關口與鈴鹿關和愛發關並稱為「三關」，也是以奈良、京都為中心的日本中樞地帶與東國之間的重要關口，其遺跡於近代被指定為岐阜縣的縣指定史跡。而據傳當地也埋葬著在壬申之亂中戰敗的弘文天皇的首級。中世紀時，關原地區為東山道、北國街道與伊勢街道的交會地帶，其中東山道在當地設置野上宿與山中宿。室町時代，自鐮倉移往關原町今須地區的美濃長江氏在當地興建妙應寺。

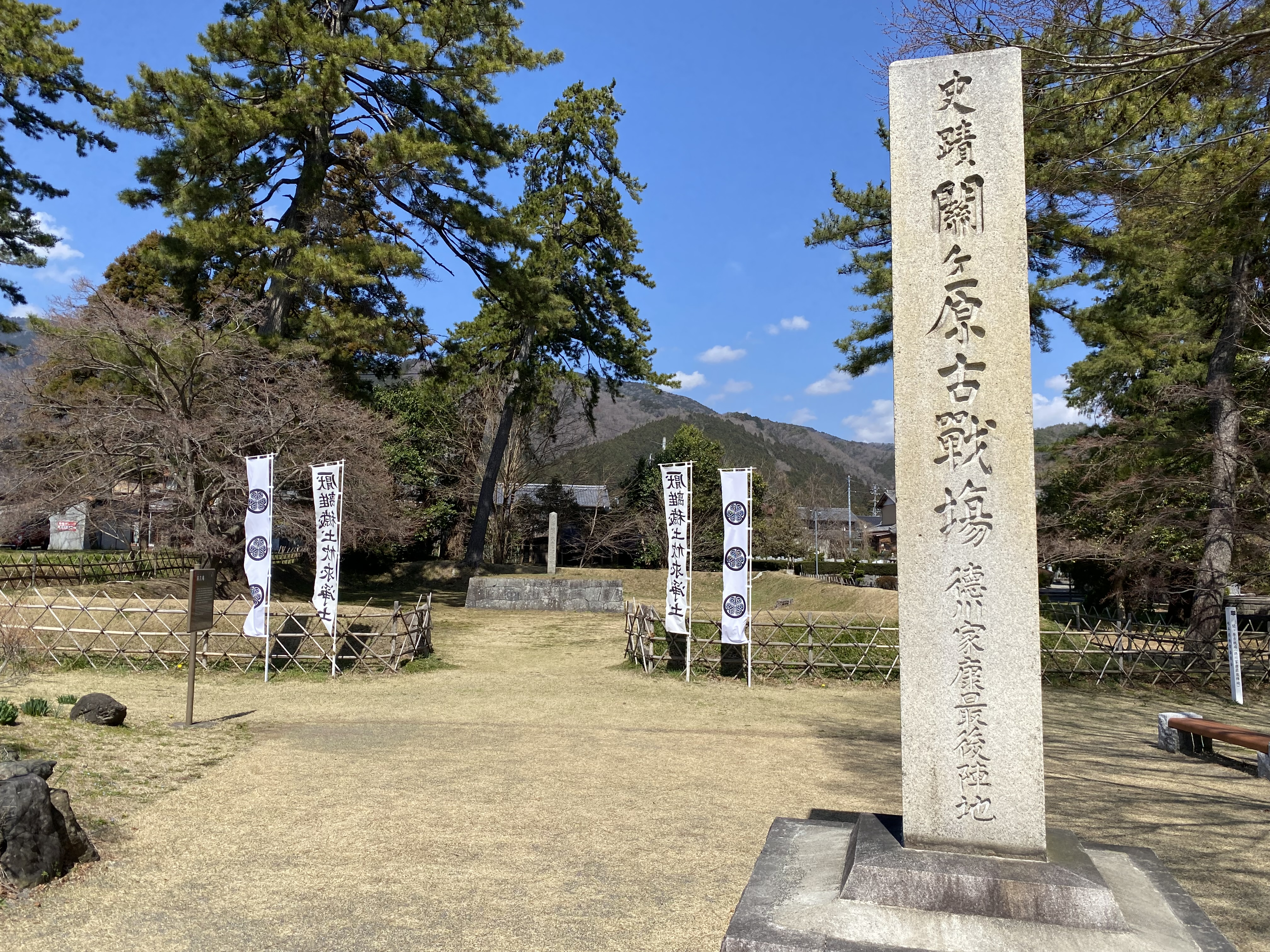
關原之戰中德川家康的最後陣地

慶長5年9月15日（1600年10月21日），當地成為關原之戰的開戰地與戰場。現今位於町內的關原古戰場遺跡，包含德川家康最初與最後的陣地，以及石田三成陣地等遺構在內，皆被指定為日本的史跡。關原之戰結束後，江戶幕府以東山道為基礎修建中山道，並實施驛傳制。同時幕府也在東山道、北國街道與伊勢街道的分岔地整建關原宿，使該宿場成為交通上的要衝。而在今須地區整建的今須宿則作為妙應寺的門前町而相當繁榮。
明治22年（1889年），日本實施町村制，並在境內設置關原村。明治30年（1897年），關原村與相川村的部分地區、松尾村、藤下村與山中村合併。昭和3年（1928年），關原村改制成關原町。昭和29年（1954年）9月，岩手村的部分地區、今須村與玉村併入關原町，形成現今的關原町。

## 行政
現任町長西脇康世於2024年12月在選舉中第3次自動當選，其任期將持續至2028年12月。

## 經濟
根據日本2020年的國勢調查統計，關原町的就業人口中有4.2%從事第一級產業，38.9%的就業人口從事第二級產業，其餘的57%則從事第三級產業。當地的農業自古以來便以種植水稻為主，並且也生產蕎麥麵和蔬菜等農產品，但近年來也面臨農家數量減少、農業就業人口高齡化等問題，導致町內廢棄的耕地數量增加。而關原町的主要產業則為大理石等石材的加工業。

## 教育
關原町內共有1所小學校與1所中學校，分別為關原小學校與關原中學校。

## 交通
名神高速公路與國道21號以東西向穿越關原町，並在東邊設置關原交流道；國道365號則由東南往西北通過城鎮中心。鐵路方面，JR東日本的東海道本線穿越轄區的中央地帶，並在東邊的城鎮中心設置關原站。

## 姊妹都市
關原町與以下日本行政區為友好兄弟城市:
| 市町村 | 都道府縣 | 締結日期     |
| ------ | -------- | ------------ |
| 日置市 | 鹿兒島縣 | 1963年8月5日 |
| 岡崎市 | 愛知縣   | 1983年7月    |

## 外部連結
- 關原町役所 （页面存档备份，存于）